# Bacchus (Cocteau)
Pour les articles homonymes, voir Bacchus (homonymie).
Bacchus est une pièce de théâtre en trois actes de Jean Cocteau, créée le 20 décembre 1951 au Théâtre Marigny à Paris, par la compagnie Renaud-Barrault, puis en tournée en 1952 au Théâtre des Célestins à Lyon.

## Argument
L'intrigue se situe en Allemagne, en l'an 1523, où la lutte politico-religieuse met l'individu face à un choix exclusif entre la jeune Réforme protestante, emmenée par Martin Luther, et la puissante Église catholique inquiétée par les réels succès luthériens.
La coutume, dans cette cité située près de la frontière suisse, veut que pendant les vendanges un citoyen ordinaire soit nommé « le Bacchus », sorte de roi, de pape des fous pendant huit jours, détenant les pleins pouvoirs sur tous les administrés et les puissants de la ville. Le conseil électoral se compose du Duc, de l'Évêque, du Prévôt, du Syndic et du Cardinal Zampi, envoyé extraordinaire de Rome chargé de mesurer les progrès des partisans de Luther.
La candidature de Hans (fils de paysan comme l'était Luther) est appuyée par Christine, la fille du Duc, qui, un jour de chasse à l'homme, s'est prise de pitié pour ce paysan, traqué et rudoyé comme une bête sans défense par ses compagnons de réjouissances, des fils de nobles désireux d'exercer leur propre tyrannie sur les paysans.
Pour être l'heureux élu, Hans feint d'être l'idiot inoffensif du village trouvant dans cette mascarade le seul moyen d'être un homme libre. La veille de la fête des vendanges, le grand jury se réunit pour choisir le candidat au titre de Bacchus. Ainsi, le duc, l'évêque, le prévôt, le syndic et le cardinal consentent à écouter la requête de Christine, qui est de voir son « candidat » Hans revêtir l'habit de souverain des sept jours. Le paysan, après avoir réussi l'examen de passage, se voit attribuer le rôle de sa vie. Hans entend en profiter pour redonner à chacun le goût de la liberté individuelle. Il prône une société de bonté, en vidant les prisons, en punissant les marchands de breloques qui s'enrichissent sur le dos des crédules et en supprimant la dîme qu'il juge injuste. La mascarade de Bacchus va pourtant mal tourner, car ses actes ne provoquent que l'anarchie, se heurtant à l'ordre officiel comme à l'indifférence de la population. Finalement, Hans meurt victime de sa générosité et de l'incompréhension des autres.
Pour Cocteau, « Bacchus présente le désarroi de la jeunesse qui se cherche et ne sait où donner de la tête et du cœur au milieu des dogmes qu'on lui oppose. Forte et faible, la jeunesse se trouve souvent détournée de son but par une crise de sensualité amoureuse. C'est ce qui arrive à Hans ».

## Histoire

### De la genèse à la création de la pièce en 1951
Après Les Chevaliers de la Table ronde (1937), Renaud et Armide (1943), Cocteau achève ce cycle médiéval en 1951 avec Bacchus (bien que l'action de cette pièce se passe à la Renaissance).
Le cinéma a bien failli arracher au théâtre le privilège de donner chair à ce Bacchus de Cocteau : c'est à un film en couleurs (du luxe en 1946) que Cocteau songe un moment. Puis dans son Journal il déclare renoncer en argumentant : « Je reviens à l'idée de pièce, estimant que le théâtre cadrerait mieux l'histoire. »
Sur la source de Bacchus, Cocteau dit encore : « La coutume, fort atténuée, existait en Suisse, il n'y a pas si longtemps, à Vevey, si je ne me trompe, pour la fête des vendanges. » Elle lui avait été racontée, en 1925, par Charles-Ferdinand Ramuz, un ami écrivain. L'idée de ce Bacchus, transmise oralement entre 1925 et 1934, aura donc eu de longues années pour faire son chemin dans l'imagination de Cocteau, qui allait transformer radicalement Hans, le personnage clé de sa pièce.
Apprenant que Jean-Paul Sartre travaille sur un sujet semblable, Cocteau s'inquiète et prend l'initiative d'une rencontre. Les deux écrivains déjeunent ensemble à Antibes, au début d'avril 1951. Cocteau en repart rassuré sur l'originalité de son propos comme sur celle de son intrigue.
Quand Bacchus est créé en 1951, des critiques ne se privent pas d'insinuer que Cocteau s'est inspiré de la pièce de Sartre, au mépris de la chronologie, comme le titre déposé en 1946 ; ou encore de la pièce de l'autrichien Fritz Hochwälder : Sur la terre comme au ciel, écrite en 1942 et créée en français en 1952.
Quand il met son Bacchus en chantier, Cocteau se souvient-il de la déconvenue qu'il avait éprouvée à la création en 1943 de Renaud et Armide ? En effet Jean Marais n'étant plus dans la maison de Molière, c'est Maurice Escande, autre sociétaire, qui endossa à sa place l'armure de Renaud. De nouveau en 1951, pareille menace plane sur le rôle-titre : ne chuchote-t-on pas que bientôt la maison de Molière pourrait offrir à Jean Marais l'occasion de réaliser sa grande ambition : y monter Britannicus et jouer le rôle de Néron. Lorsqu'en juin 1951 Cocteau reçoit la confirmation de l'entrée de Jean Marais à la Comédie-Française, privé de son acteur espéré, il songe très vite à le remplacer par celui qui pourrait être le Hans idéal, Gérard Philipe, mais ce dernier est lié au T.N.P (Théâtre national populaire). et à Jean Vilar qui ne croit pas à la pièce du poète. Persuadé que son Bacchus exige une grande audience, Cocteau finit par le confier à Jean-Louis Barrault dont les spectacles sont fréquentés par un public jeune et attentif. La compagnie Renaud-Barrault fournissant tous les interprètes, la création eut lieu enfin le 20 décembre 1951, au théâtre Marigny.
Au sujet des interprètes, on remarqua que Jean-Louis Barrault, dans le rôle du Cardinal Zampi, étouffa un peu Jean Desailly dans le rôle-titre de Hans. Seul personnage féminin de la pièce, le rôle ingrat de Christine fut bien servi par Simone Valère. Par contre, la présence d'un évêque aussi truculent que Pierre Bertin apporta une incontestable force comique, très remarquée.
Mais en ne programmant pas Bacchus dans sa tournée et surtout en refusant de la reprendre à son retour, Barrault a-t-il été coupable de non-assistance à pièce en danger ?
Du demi-succès de son Bacchus à la scène française, Cocteau semble ne s'être jamais remis. Trente-deux représentations pour un texte qui lui avait demandé de si savantes lectures et coûté tant de peine (pièce, costumes, décor, mise en scène tout étant de lui), il faut avouer que c'est bien peu.

#### Mise en scène
- Metteur en scène : Jean Cocteau et Jean-Louis Barrault
- Scénographie, costumes  et décors : Jean Cocteau
- Production : Compagnie Renaud-Barrault

#### Distribution
- Jean-Louis Barrault : le cardinal Zampi
- Pierre Bertin : l'évéque
- Jean Servais : le Duc
- Jean Desailly : Hans, le Bacchus
- Simone Valère : Christine, la fille du duc
- Jean Juillard
- Jean-François Calvé
- William Sabatier
- Régis Outin

### Tension autour du rôle-titre de la pièce
Gilles Durieux dans sa biographie sur Jean Marais écrit qu'en 1950, Jean Marais, durant une représentation théâtrale en province, appris que Pierre-Aimé Touchard , administrateur de la Comédie-Française, souhaitait le voir intégrer la troupe du Palais-Royal.
Quand Marais revint à Paris, le poète était en train de monter sa dernière pièce, Bacchus, où l'on voit un cardinal tenter de sauver l'âme d'un adolescent rebelle. Marais connaissait l'existence de cette pièce. Il en avait parlé avec son ami Cocteau, croyant que ce dernier lui réserver le rôle-titre. Sceptique, il avait alors fait valoir qu'il était un peu vieux pour intégrer ce personnage. Ce qui ne s'était pas arrangé, évidemment puisque, désormais, il n'était plus très loin de la quarantaine. À son retour à Paris, il restera donc volontairement à l'écart du projet théâtral de Cocteau, d'autant plus qu'il avait commencé à négocier son accord avec Pierre Aymé Touchard qui prévoyait de lui faire mettre en scène Britannicus dans la version très personnelle que Jean Marais avait mis au point pendant la guerre. Cet engagement, de toute façon, lui interdisait toute scène privée. Et ce fut bien plus tard, à soixante-quatorze ans, que Jean Marais monta Bacchus au théâtre des Bouffes Parisiens en 1988.
Finalement, le poète confia la mise en scène à Jean-Louis Barrault, autre transfuge de la Comédie-Française qui avait quitté la prestigieuse compagnie pour fonder, avec sa femme Madeleine Renaud, sa propre troupe, la non moins célèbre Compagnie Renaud-Barrault. Installés depuis 1946 au Théâtre Marigny, ils y créaient de nombreuses pièces d'auteurs contemporains, de Claudel à Salacrou, d'Anouilh  à Giraudoux. Marigny s'avérait donc le lieu idéal pour monter l'inédit Bacchus. Faute de Marais, Cocteau confia le rôle-titre à Jean Desailly qui était un peu plus jeune. Marais pensa néanmoins que Desailly, âgé de trente ans, était encore trop mûr pour interpréter le villageois rebelle. Il n'en dit rien à l'auteur et reconnaîtra même plus tard que ce choix s'avéra le bon. En revanche, il se fit beaucoup plus critique quand le poète lui raconta vouloir intégrer à la distribution son protégé Édouard Dermit, qu'il avait lui-même mis à l'épreuve lors de la tournée au Moyen-Orient et dont il n'était guère satisfait. Jean-Louis Barrault fut du même avis puisqu'il le fit remplacer après quelques jours de répétition. Si Cocteau avait délégué à Barrault la responsabilité de la mise en scène, lui-même ne resta pas en simple spectateur et s'attribua décors et costumes.

### Polémique Mauriac-Cocteau
« L'affaire Bacchus » constitue un sommet d'agressivité dans la relation entre les deux écrivains.
La représentation de Bacchus du 28 décembre 1951, au Théâtre Marigny, fut particulièrement mouvementée. Avant la fin du spectacle, un homme se leva, fit claquer son siège pour exprimer son mécontentement et sortit en maugréant. C'était le très catholique François Mauriac, choqué par quelques répliques qu'il jugeait blasphématoires, ce qu'il fit savoir vertement dès le lendemain dans Le Figaro littéraire. Il accusa Cocteau d'avoir voulu ridiculiser dans sa pièce une Église catholique dont il avait suffisamment connu et estimé quelques représentants de valeur au moment de sa conversion en 1925 pour savoir qu'elle portait aussi des fruits admirables : « tu as voulu que l'Église catholique s'incarnât dans un évêque bouffon, dans un cardinal politique, pire à mes yeux que le bouffon. Ta moquerie, à travers eux, atteint l'Église dans son âme. » Mauriac s'en prenait aussi allègrement à l'auteur, réduisant son talent à un don d'imitation : Bacchus devient un nouveau tour de ce « numéro » de Cocteau auquel il assiste depuis « près d'un demi-siècle ». Le poète a commencé par imiter Rostand puis Anna de Noailles, avant de devenir le « satellite malin » de Diaghilev, Satie, Picasso, Gide ou Apollinaire : avec Bacchus, le voilà « dans l'éclairage de Sartre ».
Abasourdi mais tout aussi combatif, Jean Cocteau répliqua, également par voie de presse, le lendemain dans France-Soir par un article intitulé « Je t'accuse », sous la forme d'une litanie d'accusations. Selon Cocteau, Mauriac n'avait rien compris à une pièce au contraire écrite « à la gloire de l'Église », puisque son vrai sujet est le suivant : « un cardinal d'âme haute devine l'âme haute d'un jeune hérétique et veut le sauver coûte que coûte, même après sa mort ».
Et Cocteau de poursuivre : « Je t'accuse, en portant le fer sur le terrain de l'adversaire, d'être un juge avec une tendresse secrète pour l'accusé. On est l'un ou les autres. Et je t'accuse de vouloir être l'un dans tes articles et les autres dans tes romans. »
Et Cocteau de finir : « Je t'accuse de ne respecter qu'une seule tradition de la France. Celle qui consiste à tuer ses poètes. »

### Reprise de la pièce en 1988
Après la disparition de Jean Cocteau en 1963, à son tour Jean Marais assurera la continuité et la fidélité de ce couple devenu mythique. À la demande de Jean-Claude Brialy pour les festivals d'Anjou et de Ramatuelle, Jean  Marais réalisa la mise en scène, les décors et les costumes magnifiques. Dans un premier temps il s'était réservé le rôle du Cardinal que convoitait aussi Raymond Gérôme. Marais décida de jouer, en alternance avec lui, le Duc et le Cardinal, mais dès la première représentation Gérôme fut un Cardinal si extraordinaire que Marais, avec son honnêteté habituelle, n'interpréta plus que le rôle du Duc à Paris au théâtre des Bouffes Parisiens comme en tournée dans toute la France en 1988 et 1959 avec un immense succès.

#### Mise en scène
- Metteur en scène, scénographie, décors et costumes :  Jean Marais
- Assistanat à la mise en scène : Nicolas Briançon[15]
- Lumières : Jacques Rouveyrollis
- Assistanat aux lumières : Gaëlle de Malglaive
- Relation presse : Bruno Finck
- Production : théâtre des Bouffes Parisiens

#### Distribution
- Raymond Gérôme : le cardinal Zampi
- Francis Lemaire : l'évéque
- Jean Marais : le Duc
- Fernand Guiot : le Prévostet
- Xavier Deluc : Hans, le Bacchus
- Cyrille Gaudin : Christine, la fille du duc
- Nicolas Briançon : Lothar
- Jean Péméja (Le Syndic)
- Eric Laugérias (Le Capitaine)
- La garde : Jean-François Fablet - Philippe Finck - Pascal Henry - Thierry Josse - Lohengrin de Montodo - Arnaud Petard